# Wenda Hajo
Wenda Hajo, född 29 oktober 1984, från Gävle, är en svensk programledare och journalist. Hon jobbar sen 2014 som programledare på Sveriges Radio. 2016 utsågs hon till Gävles roligaste person av standupklubben Gasta i Gävle.